# Pavel Fink
Pavel Fink (1. června 1891 Zaječov – 17. dubna 1965 Nymburk) byl český spisovatel, novinář a legionář v Rusku.

## Život

### Mládí
Narodil se v rodině podučitele v Zaječově a spisovatele Petra Finka (1867–1944) a jeho manželky Terezie, rozené Čejkové. Gymnázium studoval nejprve v Příbrami, maturoval v roce 1912 v Rokycanech. V roce 1913 nastoupil do redakce Selských listů v Olomouci.

### Legionář
V roce 1914 narukoval do 1. světové války na ruskou frontu, kde byl v prosinci téhož roku zajat a pobýval na Sibiři a na Urale. V Rusku mezi jiným vydával krajanský časopis Šlehy. Dne 18. prosince 1917 se v Rusku oženil s Annou Skudre. Měsíc před sňatkem se přihlásil do československých legií. Po počáteční vojenské službě v legiích byl přidělen do redakce Československého denníku vycházejícího na Sibiři; zde v roce 1919 působil jako vojenský zpravodaj v Omsku a počátkem roku 1920 v Čitě. Legie opustil v roce 1920 v hodnosti poručíka.

### Po vzniku Československa
Do Československa se vrátil v srpnu 1920 s manželkou a dvouletým synem. V letech 1920–1921 byl redaktorem deníku Čas a poté byl zaměstnán v pražském Památníku odboje. V letech 1925–1932 byl v Brně vedoucím místní redakce deníku Národní osvobození. Od roku 1933 byl, nadále v Brně, redaktorem deníku Moravské orlice.
Aktivně působil v Moravském kole spisovatelů, byl členem jeho výboru a jednatelem, též vedl kancelář Moravského kola. Opakovaně navštěvoval Lotyšsko, Estonsko a Finsko.
V polovině roku 1939 odešel do důchodu (zákon zvýhodňoval legionářům důchodový věk) a přestěhoval se do Jaroměřic nad Rokytnou. V roce 1962 přesídlil do Sadské, zemřel v nemocnici v Nymburce.

## Dílo
Dílo Pavla Finka ovlivnil především jeho pobyt v Rusku, který popisoval ve svých reportážně dokumentárních knihách. (Přesto, že kniha Bílý admirál není probolševicky zaměřena, ocenil ji ve své recenzi i komunistický spisovatel Václav Kaplický.) Své zážitky následně zpracovával Pavel Fink beletristicky. Později se v jeho díle objevila témata z domácího prostředí i humoristicko–satirická.

### Noviny a časopisy
První příspěvky Pavla Finka se objevovaly v Českém denníku od roku 1912. V letech 1912–1913 byl též redaktorem časopisu Stráž podbrdská. Během válečného pobytu v Rusku byl zpravodajem a redaktorem Československého denníku, vycházejícího na Sibiři. Po návratu do vlasti se jeho příspěvky objevovaly mezi jiným v Moravské orlici (jejímž byl odpovědným redaktorem) či v Lidových novinách

### Knižní vydání
- Paní kardinálek a jiné loutky (Několik nepodařených črt; Praha, A. Neubert, 1914)
- Umírající království (Glosy a materiály ze zápisníčku válečného korespondenta; Praha, Památník odboje, 1920)
- A tak lidé žili, nežli umírali (V Praze, R. Hudec, 1921)
- Bílý admirál (profil Kolčakovštiny, poznámky a dokumenty ze zápisníku válečného korespondenta; ilustrace Fr. M. Smolka; V Praze, Knihovna Obrození 1921, Hudec 1922, Brno Družstvo Moravského kola spisovatelů 1929)
- Svatý ďábel (stín posledních Romanovců, ilustrace M. Smolka/Fr. Smolka?; V Praze, Obrození, 1921)
- Umírající království (Glosy a materiály ze zápisníku válečného korespondenta; Praha, Památník odboje, 1921 Zobrazení exemplářů s možností jejich objednání
- Mezi mohylami (druhý díl knihy Bílý admirál; V Praze, nákladem vlastním, 1922)
- Zajetí babylonské (Román zajatce I., ilustrace K. Bořík; Praha, nákladem vlastním, 1924)
- Válčící národ (druhá část románu Zajetí babylonské; Praha, Mars, 1925 a )
- Za severním sluncem (Dojmy a pozorování z toulek na Baltu; Brno, Družstvo Moravského kola spisovatelů, po r. 1925)
- Osvobozená země (Črty z cest; V Praze, Mars, knižní dům, 1928)
- Návrat vítězů (Román; Brno, Družstvo Moravského kola spisovatelů, 1929)
- Obrněnec hubitel (V Brně, Družstvo Moravského kola spisovatelů, 1931)
- Miliony Graciána Fifejdy (Humoristicko-satirický příběh. Část prvá; Brno-Husovice, Joža Jícha, 1941)
- Slavný rodák (humoristicko-satirický příběh, Milionů Graciána Fifejdy část druhá; Brno-Husovice, Joža Jícha, 1941)
- Soukromý docent (román vědce; Brno, Průboj-K. Smolka, 1941)
- Zastavení … (Z různých koutů malého světa a z různých dob, kniha reportáží; Brno-Husovice, Joža Jícha, 1941)
- Zelené zlato (román vědce; Brno, Průboj-K. Smolka, 1941)
- Pohádky o zvířatech (vybral a přeložil Pavel Fink, ilustroval M. Nowak; V Brně, Družstvo Moravského kola spisovatelů, 1942)
- Hnědá bestie (Poznámky a dokumenty týkající se událostí kolem Mnichovské dohody a 15. březnu 1939; V Brně, Novela, Jíchovo nakladatelství, 1945 a 1946)
- Voják sedmé velmoci (vzpomínky novináře; Brno, Novela, Jíchovo nakladatelství, 1945)
- Mlhy na pobřeží (Román; V Brně, Novela, 1946)

### Překlady
- Antonij Pogorelskij: Tajemný svět (Novela, Brno 1945)

## Ocenění
- V roce 1930 udělil Pavlu Finkovi lotyšský president Alberts Kviesis mimořádně Řád tří hvězd.[10]